# 134346 Pinatubo
134346 Pinatubo è un asteroide della fascia principale. Scoperto nel 1991, presenta un'orbita caratterizzata da un semiasse maggiore pari a 2,3831240 UA e da un'eccentricità di 0,2517755, inclinata di 3,74182° rispetto all'eclittica.
L'asteroide è dedicato all'omonimo vulcano situato nell'arcipelago delle Filippine.